# O Jesu Christ, meins Lebens Licht
O Jesu Christ, meins Lebens Licht BWV 118a/b ist eine Trauerkomposition von Johann Sebastian Bach für vierstimmig gemischten Chor und Orchesterbegleitung. Sie liegt in zwei Fassungen vor, die sich im Wesentlichen nur durch die Instrumentation unterscheiden. Die erste Fassung (BWV 118a) aus dem Jahre 1736 oder 1737 verlangt als Begleitung neben einem Zink und drei Posaunen zwei „Litui“. Bis heute ist in der Musikwissenschaft umstritten, welches Instrument mit „Lituus“ gemeint ist. Am weitesten verbreitet ist die Annahme, dass es sich um ein hohes Horn in B♭ handelt. Diese Annahme basiert auf einem Artikel von Curt Sachs aus dem Jahre 1919. Thomas G. MacCracken kritisiert diese Annahme und hält Trompeten für wahrscheinlicher; neuere Forschung legt ein Horn in gerader Bauart nahe, ähnlich einem Alphorn.
Die reine Blechbläserbesetzung der ersten Fassung macht es wahrscheinlich, dass sie bei einem Trauerzug oder am Grabe erklang. Diese Trauerkomposition stellt einen späten und besonders eindrucksvollen Nachläufer jener mehrstrophigen Trauerarien für Chor dar, wie sie im Mitteldeutschland des 17. Jahrhunderts Tradition waren. Sie ist unter allen Kompositionen Johann Sebastian Bachs in mehrfacher Hinsicht einzigartig.

## Geschichte
Während für die Entstehung der Urfassung (BWV 118a) aufgrund des Quellenbefunds die Jahre 1736 oder 1737 angenommen werden, wird die revidierte Fassung (BWV 118b) entweder in die erste Hälfte der 1740er Jahre oder in die Jahre 1746 bzw. 1747 eingeordnet. Anlass und Uraufführungsort sind unbekannt. Aufgrund der Verwendung der Passions- und Sterbehymne O Jesu Christ, meins Lebens Licht darf von einer Uraufführung im Rahmen einer Trauerfeier ausgegangen werden. Da die Urfassung nur Blechblasinstrumente vorsieht, könnte sie bei einem Trauerzug oder am Grab musiziert worden sein. Versuche, sie einer bestimmten Trauerfeier zuzuordnen, schlugen bislang fehl. Auch der Anlass für die Wiederbelebung der Trauerkomposition mit revidierter Orchesterbesetzung ist bislang unbekannt.
Die ursprüngliche Fassung des Werks wurde erstmals 1876 im Rahmen der Alten Bach-Ausgabe (hrsg. von der Bachgesellschaft Leipzig) im Band XXIV als Kantate gedruckt, weil sie eine orchesterbegleitete Vokalkomposition mit einem deutschen geistlichen Text ist (weshalb sie dann auch später im Bach-Werke-Verzeichnis mit der Nummer 118 in der Rubrik Kantaten erschien). Die Neue Bach-Ausgabe hingegen wies sie 1967 im Band III/1 den Motetten zu, da sich Bachs originale Bezeichnung „Motetto“ in den Kopftiteln beider überlieferter Partituren findet. Der Leipziger Musikwissenschaftler Hans-Joachim Schulze argumentiert, dass die kompositorische Disposition des Werks es verbiete, Bachs Bezeichnung Motetto als Rechtfertigung zu nehmen, dieses Werk der Gattung der Motette zuzuordnen. Er weist darauf hin, dass Bach auch andere, der Gattung der Motetten fernstehende Kompositionen wie die Mühlhäuser Ratswahlkantate BWV 71 sowie seine Bearbeitung von Pergolesis Stabat mater, Tilge, Höchster, meine Sünden als Motetto bezeichnete. Für Schulze gehört dieser Chorsatz zu den im Bach'schen Gesamtwerk zahlreich vorhandenen vokal-instrumental konzipierten Choralvertonungen im Stile von O Mensch, bewein dein Sünde groß aus Bachs Matthäuspassion.

## Besetzung und Aufführungspraxis
Bachs Trauerkomposition für vierstimmig gemischten Chor (SATB) und Orchesterbegleitung liegt in zwei Fassungen vor und unterscheidet sich im Wesentlichen nur durch die Instrumentation. Die erste Fassung (BWV 118a) verlangt zwei Litui, einen Zink und drei Posaunen, was wahrscheinlich macht, dass sie bei einem Trauerzug oder am Grabe erklang; die zweite Fassung (BWV 118b) ist für zwei Litui, zwei Violinen, eine Viola und Basso continuo instrumentiert und lässt zur Verstärkung der Singstimmen ad libitum auch eine Mitwirkung von drei Oboen, einer Oboe da caccia und einem Fagott zu.
Obwohl Bach nur die erste Choralstrophe der Passions- und Sterbehymne unterlegt hat, beweist gerade der Autograph seiner zweiten Fassung mit dem Dal-Segno-Satzvermerk und dem ausnotierten Schluss, dass Bach offenbar an das Singen mehrerer Choralstrophen dachte. Eine Aufführung der Trauerkomposition sollte deshalb keineswegs auf die erste Strophe beschränkt bleiben. Aus aufführungspraktischen Gründen wird man von den insgesamt 15 Choralstrophen dennoch maximal zwei oder drei Strophen musizieren; Sir John Eliot Gardiner verwendete 1989 beispielsweise die erste und die zwölfte Strophe, so dass die Trauerkomposition wegen des allgemein gültigen Textes dieser beiden Strophen eine Komposition bleibt, die das ganze Kirchenjahr hindurch aufgeführt werden kann.

## Textstruktur
Bachs Trauerkomposition ist eine Choralvertonung der Passions- und Sterbehymne O Jesu Christ, meins Lebens Licht, die (in uns heute fremd gewordener Drastik) aus der Passion Christi Trost für das eigene Leid und Sterben zu schöpfen sucht. Der Choral geht auf die Choralsammlung von Martin Behm aus dem Jahre 1610 zurück. Musikhistoriker gehen aber davon aus, dass Bach den Hymnus wohl der Ausgabe des von Carl Gottlob Hofmann 1734 herausgegebenen Leipziger Gesangbuchs entnahm, wo es 15 Strophen enthielt. Nach diesem Leipziger Gesangbuch ergibt sich folgender Choraltextwortlaut:
1. O Jesu Christ, meins Lebens Licht,

mein Hort, mein Trost, mein Zuversicht,

auf Erden bin ich nur ein Gast

und drückt mich sehr der Sünden Last.

2. Ich hab für [vor] mir ein schwere Reis’

zu dir ins himmlisch Paradeis,

da ist mein rechtes Vaterland,

daran du dein Blut hast gewandt.

3. Zur Reis’ ist mir mein Herz sehr matt,

der Leib gar wenig Kräfte hat;

Allein mein Seele schreit in mir:

„Herr, hol mich heim, nimm mich zu dir!“

4. Drum stärk mich durch das Leiden dein

in meiner letzten Todespein;

Dein Blutschweiß mich tröst und equick,

mach mich frei durch dein Band und Strick!

5. Dein Backenstreich und Ruten frisch

die Sündenstriemen mir abwisch,

dein Hohn und Spott, dein Dornenkron

lass sein mein Ehre, Freud, und Wonn.

6. Dein Durst und Gallentrank mich lab,

wenn ich sonst keine Stärkung hab;

dein Angstgeschrei komm mir zu gut,

bewahr mich für [vor] der Höllenglut.

7. Die heiligen fünf Wunden dein,

lass mir rechte Felslöcher sein,

darein ich flieh als eine Taub,

dass mich der höllsche Weih nicht raub.

8. Wenn mein Mund nicht kann reden frei,

dein Geist in meinem Herzen schrei:

Hilf, dass mein Seel den Himmel find,

wenn meine Augen werden blind.

9. Dein letztes Wort lass sein mein Licht,

wenn mir der Tod das Herz zerbricht!

Behüte mich vor Ungebärd,

wenn ich mein Haupt nun neigen werd.

10. Dein Kreuz lass sein mein Wanderstab,

mein Ruh und Rast dein heilges Grab,

die reinen Grabetücher dein

lass meine Sterbekleider sein.

11. Lass mich durch deine Nägelmahl

erblicken die Genadenwahl,

durch deine aufgespaltne Seit

mein arme Seele heimgeleit.

12. Auf deinen Abschied, Herr, ich trau,

darauf mein letzte Heimfahrt bau,

tu mir die Himmelstür weit auf,

wenn ich beschließ meins Lebens Lauf.

13. Am Jüngsten Tag erweck mein’n Leib,

hilf, dass ich dir zur Rechten bleib,

dass mich nicht treffe dein Gericht,

welchs das erschrecklich Urteil spricht.

14. Alsdann mein’n Leib erneure ganz,

dass er leucht wie der Sonne Glanz,

und ähnlich sei dein’m klaren Leib,

auch gleich den lieben Engeln bleib.

15. Wie werd ich denn so fröhlich sein,

werd singen mit den Engelein

und mit der Auserwählten Schar

ewig schauen dein Antlitz klar.

## Musikalischer Aufbau
Bachs Trauerkomposition BWV 118 stellt einen späten und besonders eindrucksvollen Nachläufer jener mehrstrophigen Trauerarien für Chor dar, wie sie im Mitteldeutschland des 17. Jahrhunderts Tradition waren. Die Melodie gehört zum Choral Ach Gott, wie manches Herzeleid, den Bach in den Kantaten BWV 3 und BWV 58 vertont hat. Der Stil von O Jesu Christ, meins Lebens Licht erinnert an die Vertonung des Kirchenlieds O Mensch, bewein dein Sünde groß in der Matthäuspassion.
Die Trauerkomposition beginnt im Basso continuo mit einem vier Takte dauernden Orgelpunkt über B♭, zu dem sich die anderen Orchesterstimmen mit Seufzermotiven harmonisch frei bewegen. Nun übernimmt auch der Basso continuo das Seufzermotiv, der Orgelpunkt wird aber im Laufe der Komposition immer wieder auf unterschiedlichen Stufen wiederholt. Im Takt 19 tritt zart der Sopran als cantus firmus mit der ersten Choralzeile O Jesu Christ meins Lebens ist hinzu, die drei Unterstimmen deuten den Text mit rhetorischen Figuren bildhaft aus. Nach Modulationen von der Ausgangstonart B♭-Dur nach c-Moll und F-Dur verweist im Takt 90 der Dal-Segno-Satzvermerk Bachs auf die Wiederholung der Komposition ab Takt 2, was vermuten lässt, dass Bach an das Singen einer weiteren Choralstrophe dachte. Nach der Wiederholung folgt ab Takt 91 das Orchesternachspiel mit dem Orgelpunkt über B♭, zu dem sich die anderen Orchesterstimmen noch ein letztes Mal mit Seufzermotiven harmonisch frei bewegen. Im stillen B♭-Dur schließt Bachs Trauerkomposition.